# ندای وظیفه (بازی ویدئویی)
ندای وظیفه (به انگلیسی: Call of Duty) یک بازی ویدئویی در سبک تیراندازی اول شخص و عنوان نخستین قسمت از مجموعه بازی‌های ویدئویی ندای وظیفه می‌باشد که توسط شرکت اینفینیتی وارد توسعه یافته و به‌وسیلهٔ اکتیویژن در تاریخ ۲۹ اکتبر ۲۰۰۳، برای مایکروسافت ویندوز منتشر شده‌است. این بازی مرتبط به جنگ جهانی دوم می‌باشد.
شما در این بازی در قالب شخصیت‌هایی مختلف و در نیروهای نظامی ایالات متحده آمریکا، بریتانیا و اتحاد جماهیر شوروی سوسیالیستی به نبرد با نازی‌ها می‌پردازید.

## داستان

### بخش آمریکایی
بخش آمریکایی با سرباز مارتین (Private Martin) آغاز می‌شود. او یک عضو جدید هنگ پیاده‌نظام پانصد و ششم است که در تاریخ ۱۰ آگوست ۱۹۴۲ به تمرینات پایه‌ای در کمپ توکوئای ایالت جورجیای ایالات متحده می‌پردازد. پس از آن بازی به ۵ ژوئن ۱۹۴۴ می‌رود، جایی که مارتین دستور دارد راه سربازان عملیات اورلرد را باز کند و با چتر در شهر سنت مرالیز فرود می‌آید. زیر آتش سنگین دشمن چتربازها پراکنده می‌شوند و مارتین در یک یگان مخلوط شده به رهبری جانشین فرمانده فولی (CO Cpt. Foley) قرار می‌گیرد و تمام خانه‌های روستایی را از سربازان آلمانی پاک می‌کنند. عملیات بعدی جنگ برای تصرف سنت مر الیزه است. همچنین مارتین و همراهانش دستور دارند چند ضدهوایی خودکششی که در آلمان با نام فلاک‌پانزر معروف است، از بین ببرند. این خود بخشی از شروع عملیات پیاده‌سازی در نرماندی است. یک چترباز نیز دیده می‌شود که با به وسیلهٔ چترش از سقف کلیسای شهر دار زده شده‌است. این چترباز در واقع جان استیل است که در واقعیت در پاکسازی روز قبل عملیات پیاده‌سازی در نرماندی (روز دی)، براثر فرود بر کلیسای شهر سنت مر الیزه به وسیلهٔ چتر نجاتش که دور گردنش حلقه زده بود، خفه شد. سومین عملیات روز بعد رخ می‌دهد و نیروهای آمریکایی حملات آلمانی‌ها با آتش خمپاره، پیاده‌نظام و یک تانک به شهر را دفع می‌کنند. مارتین باید یک پانزرفراست (ضدتانک آلمانی) را در کلیسا بیابد و تانک را نابود کند. سپس به بخش شمالی شهر برود تا تانک دیگری را از بین ببرد. در چهارمین مأمو فولی مارتین، سرباز الدر و گروهبان مودی را به سنت ماری دومونت می‌فرستد تا با مرکز فرماندهی برای تقویت نیروها صحبت کند. این سه با ماشین پژو ۲۰۲ از طریق بزرگراه «ان۱۳» راهی سنت ماری دومونت می‌شوند اما در این بزرگراه با دشمنان رو به رو می‌شوند و با اینکه ماشین‌شان آسیب می‌بیند می‌توانند به راه ادامه دهند. سپس آن‌ها از یک گاراژ یک ماشین فولکس‌واگن کوبل‌واگن را برمی‌دارند و به سلامت به ستاد گردان می‌رسند. در مأموریت پنجم مارتین و چند نفر دیگر دستور دارند توپخانهٔ ارتش آلمان را که مانع پیشروی در ساحل یوتا است را از بین ببرند. پس از این معلوم می‌شود گروهان مارتین برای چند مأموریت سری پشت خط دشمن انتخاب شده‌است. مأموریت بعدی در ۷ آگوست انجام می‌شود. مارتین و گروهانش در کوه‌های باواریای آلمان به یک زندان سرّی حمله می‌کنند تا دو افسر بریتانیایی یعنی کاپیتان پرایس و سرگرد اینگرام را نجات دهند و مقداری نقشه و مدارک نیز به دست آورند. اگرچه در آخر مشخص می‌شود سرگرد اینگرام به جای دیگری برده شده‌است. پرایس به مارتین می‌گوید سرگرد اینگرام برای بازجویی به یک زندان فوق امنیتی در اشتراسوف کشور اتریش که آن زمان در خاک آلمان بود، برده شده‌است؛ بنابراین مأموریت هفتم مارتین این است که با همراهی پرایس در ۱۸ سپتامبر، سرگرد اینگرام را در کمتر از ۱۰ دقیقه، زمانی که نیروهای کمکی آلمانی می‌رسند، از زندان برهاند. در مأموریت آخر در روز ۱۵ ژانویه ۱۹۴۵ مارتین و گروهانش جزئی از نبرد آردنن هستند. گروهان مارتین که دستور دارند پناهگاه‌ها را پاکسازی نمایند تعدادی اسناد محرمانه پیدا می‌کنند. پس از آن سر و کلهٔ دو تانک آلمانی به همراهی چند سرباز پیدا می‌شود که مارتین باید با سلاح ضدتانک آن‌ها را معدوم نماید.

### بخش بریتانیایی
در مأموریت اول سرگرد ایوانز و گروهان شماره ۲ آکسفوردشیر و باکینگهام‌شیر نیروهای ششم نیرو هوایی در عملیات تونگا شرکت می‌کنند. در نیمه شب ۶ ژوئن ۱۹۴۴ این نیروها در کانال کائن در نزدیکی پل پگاسوس شهر بنوویل فرود می‌آیند. تحت رهبری کاپیتان پرایس (هنوز اسیر نشده‌است)، ایوانز و دیگر سربازان عملیات پاک‌سازی پل از سربازان آلمانی را انجام می‌دهند. عملیات دوم در بعدازظهر همان روز انجام می‌شود که طی آن باید از پل در برابر یورش نیروهای آلمانی، از جمله چندین تانک دفاع کنند تا اینکه گردان هفتم نیروهای چترباز برای کمک برسند و آلمان‌ها عقب‌نشینی کنند. در عملیات سوم ایوانز که به سرویس هوایی ویژه(SAS) منتقل شده‌است مأموریت دارد به تنهایی به آدرسی دام (سدی در شهر هسن در شمال آلمان) برود و پدافند هوایی سد را از کار بیندازد. در می سال گذشته (۱۹۴۳) طی عملیات چاستیس اسکادران شماره ۶۱۷ سد تخریب شده بود اما آلمان‌ها توانستند به سرعت آن را ترمیم نمایند. انگلیسی‌ها می‌خواهند دوباره این سد را نابود کنند تا مانع تولید آلمان در درهٔ روهر شوند. ایوانز همچنین ژنراتورهای الکتریکی سد را نیز از کار می‌اندازد تا اگر سد در برابر بمب‌ها مقاومت کرد راه‌حلی دیگر داشته باشد. سپس سوار بر کامیون آلمانی‌ای که کاپیتان پرایس و سرگرد ایوانز دزدیده‌اند فرار می‌کند. در عملیات چهارم در حالی که این سه تن در حال فرار به سمت فرودگاه هستند باید با گشت‌های موتوری دشمن که آن‌ها را تعقیب می‌کنند، مقابله کنند. همچنین ایوانز یک اسلحهٔ ضدتانک در کامیون پیدا می‌کند که به وسیلهٔ آن ماشین‌های آلمانی تعقیب‌کننده را هدف می‌گیرد. سرانجام آن‌ها به فرودگاه می‌رسند و با یک هواپیمای اف‌دبلیو-۲۰۰ فرار می‌کنند. مأموریت ششم در ۲۷ اکتبر رخ می‌دهد. جایی که باید از نفوذ نبردناو تیرپیتس آلمانی‌ها در نزدیکی ترومسوی کشور نروژ جلوگیری کنند. ایوانز و کاپیتان پرایس با لباس مبدل و مدارک جعلی وارد ناو می‌شوند. آن‌ها در ناو آلمانی مدارکی را به دست می‌آورند و نیروی دفاعی ناو را از کار می‌اندازند. در حین فرار پرایس خودش را قربانی می‌کند تا ایوانز و واترز بتوانند با قایق فرار کنند. در مأموریت پایانی در ۲ فوریه ۱۹۴۵ ایوانز و گروهانش به همراه سرگرد واترز در نزدیکی اشتایفورت آلمان قرار دارند. آن‌ها دستور دارند در حملهٔ قریب‌الوقوع متفقین به این شهر همکاری نمایند. آن‌ها برای نابودی چند موشک وی-۲ سیار اعزام می‌شوند. وقتی آن‌ها به موشک‌ها می‌رسند می‌فهمند برای نابودی کامل آن‌ها مواد منفجرهٔ کافی ندارند و ایوانز مجبور می‌شود از سوخت موشک‌ها برای بالا بردن قدرت انفجار استفاده کند و آن‌ها را نابود نماید.

### بخش شوروی
اولین مأموریت در ۱۸ سپتامبر ۱۹۴۲ در نبرد استالینگراد رخ می‌دهد. سرباز الکسی ایوانویچ ورنین، که یک نیروی داوطلب جوان است با دوستانش در طول رود ولگا پیش می‌روند که متعاقباً اکثرشان پس از حملهٔ لوفت‌وافه از بین می‌روند. ورنین هیچ سلاحی ندارد و باید امنیت خود را در برابر آتش مسلسل‌های دشمن حفظ کند تا به یک تک‌تیرانداز باتجربه برسد و به او یاری برساند. توپخانهٔ شوروی در نهایت مسلسل‌ها و تفنگ‌های خودکار (ماشین‌گان) آلمان‌ها را از کار می‌اندازد و ورنین و دیگران اجازهٔ ورود به میدان سرخ را پیدا می‌کنند. مأموریت دوم در حالی در میدان سرخ آغاز می‌شود که تعدادی از سربازانی که عقب‌نشینی کرده بودند توسط افسران شوروی اعدام می‌شوند. این اعدام‌ها در پی فرمان شماره ۲۲۷ استالین رخ می‌داد که طبق آن هر کس عقب‌نشینی می‌کرد به ضرب گلوله کشته می‌شد. بسیاری این صحنه‌ها را متأثر از دشمن پشت دروازه‌ها می‌دانند. ورنین یک تفنگ تک‌تیرانداز پیدا کرده و با آن چند افسر آلمانی را در خط مقدم‌شان می‌کشد. بعد از آن درخواست پشتیبانی می‌کند و توپخانهٔ شوروی تانک‌های آلمانی را از بین می‌برد. سپس گروهان ورنین راهش را به سمت ایستگاه راه‌آهن باز می‌کند. در عملیات بعدی ورنین و همراهانش در ایستگاه قطار هستند و ورنین آن‌ها را به سمت سرگرد زوبف از لشکر ۱۳ پیاده‌نظام راهنمایی می‌کند. در اینجا ورنین به درجهٔ گروهبان سومی رسیده‌است. در عملیات چهارم در ۹ نوامبر، ورنین برای مصون ماندن از دست تک‌تیراندازها از میان فاضلاب خود را به آپارتمانی که اخیراً آلمان‌ها تصرف کرده‌اند، می‌رساند. عملیات پنجم تحت فرمان پاولوف است و گروهان سعی در تصرف و دفاع از یک آپارتمان دارد. (که در تاریخ به آپارتمان پاولوف شهرت دارد که در آن پاولوف و همراهانش ۶۰ روز در مقابل حملات سنگین آلمانی‌ها مقاومت کردند) آن‌ها پس از پاکسازی ساختمان در آن مقابل حملات آلمانی‌ها دفاع می‌کنند. عملیات ششم مدت‌ها بعد در ۱۷ ژانویهٔ ۱۹۴۵ رخ می‌دهد و ورنین به درجهٔ گروهبان تمامی رسیده‌است و در لشکر ۱۵۰ پیاده‌نظام از ارتش سوم جنگ‌های نامنظم خدمت می‌کند. گروهان در ورشو و در میان عملیات ویستولا-اوردر قطعات تعمیر تانگ آلمانی را تأمین می‌کند. در عملیات هفتم گروهان به سمت حومه می‌روند تا به ارتش چهارم تانک پیاده‌نظام بپیوندند. با توجه به کمبود نیروهای زبده و باتجربه ورنین در عملیات هشتم مأموریت دارد تا یک تانک تی-۳۴ را در ارتش دوم تانک پیاده‌نظام را هدایت کند. او همراه دیگر تانک‌ها راه خود را به سمت شهری در نزدیکی رود اودر باز می‌کند. در مأموریت نهم نیز ورنین هدایت‌گر یک تانک است و نیروهای باقی‌ماندهٔ آلمانی در شهر را از بین می‌برد. در ۳۰ آوریل ۱۹۴۵ و در آخرین عملیات ورنین به لشکر ۱۵۰ پیاده‌نظام بازمی‌گردد. او و گروه کوچکی از سربازان بالای ساختمان رایشس‌تاگ رفته و پرچم پیروزی را بر بالای آن به اهتزاز درمی‌آورند.

## نقدها
این بازی نمرات خوبی از سایت‌های معتبر بازی نظیر آی جی ان و گیم اسپات دریافت کرد.
| گردآورنده  | امتیاز                                                              |
| ---------- | ------------------------------------------------------------------- |
| گیم‌رنکینگز | (PC) 91.71% (Mobile) 79.33% (PSN) 78.83% (XBLA) 72.80% (NGE) 67.88% |
| متاکریتیک  | (PC) 91/100 (PSN) 78/100 (XBLA) 72/100                              |

| ناشر     | امتیاز    |
| -------- | --------- |
| آل‌گیم    | [ ۱۰ ]    |
| گیم‌پرو   | [ ۱۱ ]    |
| گیم‌اسپات | 9.0 of 10 |
| آی‌جی‌ان   | 9.3 of 10 |
| ایکس پلی | [ ۱۴ ]    |